# Бродский, Давид Григорьевич
Давид Григорьевич Бродский (5 [17] марта 1895, Аккерман, Бессарабская губерния — 7 декабря 1966, Москва) — русский советский поэт и переводчик.

## Биография
Родился на юге Бессарабской губернии в Аккермане. Учился на медицинском факультете Новороссийского университета в Одессе. По воспоминаниям друживших с ним поэтов Семёна Липкина, Семёна Кирсанова и Осипа Колычёва, обладал недюжинной силой и фотографической памятью, владел множеством иностранных языков. В начале 1920-х годов был членом литературного кружка «Потоки Октября», работал в редакциях одесских газет. Летом 1926 года перебрался в Москву, жил в Кунцево по соседству с Эдуардом Багрицким, в соавторстве с которым написал поэтическую пародию на РАПП «Не Васька Шибанов».
Переводил Артюра Рембо («Пьяный корабль» в переводе Бродского стал первой публикацией Рембо в СССР, 1929), поэму «Герман и Доротея» Гёте, «Сагу о Фритьофе» Э. Тегнера, классических французских, итальянских, шведских и немецких поэтов, украинских поэтов (Тараса Шевченко, Максима Рыльского, Павло Тычину), «Времена года» Кристионаса Донелайтиса (ряд переизданий в книжной форме), а также с молдавского, литовского, армянского (Аветика Исаакяна, Егише Чаренца), татарского, казахского, азербайджанского языков, идиша (в том числе израильских поэтов Иосифа Паперникова, Песаха Бинецкого, Арье-Лейба Шамри, советских поэтов Изи Харика, Бузи Олевского, Переца Маркиша и Иосифа Бухбиндера), дагестанских (Гаджи Ахтынского) поэтов, и сборник финских народных рун «Кантелетар», составленный Элиасом Лённротом.
Отдельными изданиями в переводах Д. Г. Бродского вышли несколько томов поэтических произведений Переца Маркиша, сборники Давида Гофштейна, Акопа Акопяна, Ованеса Туманяна, Абая Кунанбаева, Майрониса, Самеда Вургуна, Хасана Туфана, Габдуллы Тукая, Шарля Бодлера, Фридриха Шиллера, Виктора Гюго, Огюста Барбье, Джозуэ Кардуччи и других поэтов.

## Избранные сочинения
Переводы
- Вургун С. Скамья смерти : Поэма : [О Г. Димитрове] / Пер. с азерб. Д. Бродского. — Баку: Язычы, 1982. — 37 с. — 20 000 экз.
- Германо А. В. Цыганские стихи / Пер. с цыган. Д. Бродского [и др.]. — Орел: Изд-во Обл. совета депутатов трудящихся, 1941. — 80 с. — 5125 экз.
- Гильдин Х. Избранные стихи / Пер. с евр. Д. Бродского и С. Олендера. — М.: Гослитиздат, 1935. — 61 с. — 3000 экз.
- Гофштейн Д. Н. Пути : Избранные стихи / Пер. Д. Бродского [и др.]. — М.: Гослитиздат, 1935. — 82 с. — 5000 экз.
- Донелайтис К. Времена года : Поэма / Пер. с литов. Д. Бродского. — М.: Гос. изд. худож. лит., 1946. — 112 с. — 25 000 экз.
- Донелайтис К. Времена года : [Поэма. Басни] / Пер. с литов. Д. Бродского. — Вильнюс: Vaga, 1984. — 109 с. — 30 000 экз.
  - . — М.: Худож. лит., 1990. — 189 с. — 18 000 экз. — ISBN 5-280-01138-X.
- Донелайтис К. Сочинения / Пер. с литов. Д. Бродского. — Вильнюс: Гос. изд. худож. лит. Литов. ССР, 1951. — 160 с. — (Содерж.: Времена года (поэма); Басни). — 10 000 экз.
- Машашвили А. Избранные стихи / Пер. с груз. Д. Бродского [и др.]. — М.: Гослитиздат, 1934. — 101 с. — 3000 экз.
- Поэты Коми : [Сб. стихов] / Пер. Д. Бродского [и др.]. — М.: Сов. писатель, 1946. — 110 с. — 10 000 экз.
- Тегнер Э. Сага о Фритьофе / Пер. с швед. Д. Бродского. — М.: Гослитиздат, 1959. — 223 с. — 25 000 экз.
- Харик И. Стихи / Пер. Д. Бродского. — М., 1935.
- Шейх-Заде М. Стихи / Пер. с узбек. Д. Бродского [и др.]. — М.: Гослитиздат, 1936. — 61 с. — 3000 экз.